# تغییر (مجموعه تلویزیونی ارمنستانی)
تغییر (ارمنی: Չեյնջ؛ انگلیسی: Change) یک مجموعه تلویزیونی کمدی موقعیت ارمنستانی ۲۹–۳۲ دقیقه‌ای محصول سال ۲۰۱۶ کشور ارمنستان  می‌باشد. این مجموعه از روز ۱ نوامبر ۲۰۱۶ از آرمنیا تی‌وی شروع به نمایش درآمد. این مجموعه روزهای سه شنبه و پنجشنبه ساعت ۲۱:۰۰ پخش می‌شد. آخرین قسمت در ۲۲ ژوئن ۲۰۱۷ پخش شد. بیشتر داستان این مجموعه در ایروان در ارمنستان اتفاق می‌افتد.